# Morning Boy
Morning Boy ist eine Indie-Pop-Gruppe aus Frankfurt am Main und Altenhain.

## Geschichte
Gegründet wurde Morning Boy 2007 von Jörg Schmidt (Gitarre, Gesang, Synthesizer), Patrick Lange (Gitarre, Synthesizer), Christian Preusser (Bass) und Arrigo Reuss (Schlagzeug). Unter dem Namen „Stonepines“ wurden erst einmal einige Konzerte in der Rhein-Main-Region gespielt, bevor man sich in Morning Boy umbenannte und für die Veröffentlichung der ersten EP For Us, The Drifters. For Them, The Bench. 2008 das Independent-Label Waggle-Daggle Records gewann. Zahlreiche Auftritte in der Bundesrepublik Deutschland folgten.
2009 wurde der Produzent und Schlagzeuger Simon Rauland (Verlen) auf die Band aufmerksam und nahm gemeinsam mit der Band die ebenfalls bei Waggle-Daggle Records erschienene Single I Sold My Heart Today auf. Nachdem sich Rauland dafür entschied, den ersten Longplayer mit Morning Boy zu produzieren, verließ Arrigo Reuss aus Selbstfindungsgründen die Band, und Rauland übernahm die Rolle des Schlagzeugers.
Die Band wandelte ihren Sound etwas und wurde keyboard- und elektrolastiger. 2010 begann man mit den Aufnahmen zu der LP We Won't Crush, die wie geplant in den Fundindelve Recording Arts Studios von Simon Rauland aufgenommen, produziert und gemischt wurde. Gemastert wurde das Album von Michael Schwabe (Kettcar, Tocotronic, Einstürzende Neubauten) im Monoposto Mastering Düsseldorf.
Im Juni 2010 entschied sich Christian Preusser dazu, aus der Band auszusteigen, um sich mehr seinem Studium und der Literatur zu widmen. Martin Heimann wurde daraufhin als neuer Bassist engagiert, und man begann mit den Vorbereitungen für die Veröffentlichung des Albums.
Im Juni 2010 wurde mit der Initiative Musik die Bundesrepublik Deutschland als Förderer gewonnen.
Im November 2010 veröffentlichte die Band das von Alain Cinematics produzierte Musikvideo zu dem auf dem Album vertretenden Stück Tripping Children, das von Pro Sieben, Myspace, Dailymotion und anderen Video-Portalen unterstützt wurde.
Das Album We Won't Crush erschien am 26. November 2010.
Auf der „Frei“-Tour 2011 der Dresdner-Popgruppe Polarkreis 18 waren Morning Boy im Vorprogramm unterwegs. Im Juli desselben Jahres spielten sie außerdem den Supportslot für Bon Jovis Konzert auf dem Mannheimer Maimarktgelände.

## Diskografie
- 2008: For Us, The Drifters. For Them, The Bench (EP, Waggle-Daggle Records)
- 2009: I Sold My Heart Today (Single, Waggle-Daggle Records)
- 2010: We Won't Crush (LP, Waggle-Daggle Records)

## Erfolge
- 2008: Aufnahme in den Bandkatalog des Labels Waggle-Daggle Records
- 2009: Headliner bei „So Klingt Berlin“ 2009
- 2010: Aufnahme in das Förderprogramm der Bundesrepublik Deutschland Initiative Musik